# Kargapolje (osiedle)
Kargapolje (ros. Каргаполье) – osiedle w Rosji, w obwodzie kurgańskim, w rejonie kargapolskim. W 2010 liczyło 933 mieszkańców.